# Dämon und Mensch
Dämon und Mensch ist ein deutsches Stummfilmdrama aus dem Jahre 1915 von Richard Oswald mit Rudolf Schildkraut und seinem Sohn Joseph Schildkraut in den Hauptrollen. Die weibliche Hauptrolle übernahm Maria Orska.

## Handlung
Alex Fink ist ein Gewohnheitsverbrecher, und die Polizei ist ihm ständig auf den Fersen. Bislang konnte er, in Gefährtenschaft mit seiner Geliebten Lina, jedoch allen Nachstellungen durch die Staatsmacht entgehen. Als er sich eines Tages in seinem Stammlokal mal wieder dem Glücksspiel hingibt, ist es mit seiner Glückssträhne vorbei, denn plötzlich stürmt die Polizei hinein: Razzia! Das Ende vom Lied: Fink wird zu drei Jahren Zuchthaus verurteilt. Eines Tages erhält das Gefängnis Besuch von Herrn Paulmann, der sich einen Namen als „Menschenverbesserer“ gemacht hat. Der Philanthrop ist fest davon überzeugt, dass aus jedem „schweren Jungen“ wieder eine rechtschaffene, anständige Person werden kann, der Dämon dem Menschen ausgetrieben werden kann. Paulmann hat damit schon einige Erfahrungen gemacht, so mancher Erzganove wurde von ihm auf den Pfad der Tugend zurückgeführt. Und so präsentiert er dem ungläubigen Gefängnisdirektor unmittelbar vor der Entlassung Finks die von ihm, Paulmann, resozialisierten Verbrecher, einen nach dem anderen. Der Gefängnisleiter ist erst dann von Paulmanns Können überzeugt, sollte dieser auch Fink nach seiner Entlassung vom Verbrecher wieder zu einem wertvollen Menschen zurückverwandeln können. Der nimmt diese Herausforderung an.
Alex Fink ist nach seiner Entlassung in der ärmlichen Behausung seiner einstigen Geliebten Lina Rose untergekommen. Hier sucht ihn der Langfinger Friedel auf, um Alex sogleich für einen neuen Coup zu gewinnen. Kurz darauf erscheint Paulmann in Begleitung seiner Frau und bietet Fink als Vertrauensvorschuss den Posten eines Leiters seiner Besserungsanstalt für entlassene Häftlinge an. Fink ist sich unschlüssig, doch als er hört, dass ein Vorschuss winkt, entscheidet er sich, Paulmanns Angebot anzunehmen. Linas und Friedels anschließenden Verlockungen, auf die schiefe Bahn zurückzukehren, kann Fink widerstehen. Am nächsten Tag tritt er seinen neuen Posten an. Paulmann setzt ihn großen Verlockungen aus, denn als neuer Anstaltschef ist Alex Fink auch Herr über einen gut gefüllten Geldschrank. Nach einem ordentlichen Schluck aus der mitgebrachten Branntweinflasche kann er der Versuchung, erneut lange Finger zu machen, jedoch widerstehen. Paulmann beobachtet schon früh eine langsame Besserung seines Versuchsobjekts und hilft daraufhin auch Finks lange Zeit vernachlässigten Frau. Die allmähliche Wandlung vom Saulus zum Paulus führt bald dazu, dass Fink sowohl die Hände vom Kartenspiel als auch vom Alkohol lässt.
Herr Paulmann wagt den nächsten Schritt und betraut Fink mit Spezialgängen, mit denen er bestimmte Geldbeträge ausliefern soll. Auch diesen Aufgaben wird Alex zunächst gerecht; der Ex-Ganove schlägt sogar den jungen Friedel in einem Akt von „Züchtigung zur Besserung“, als er diesen in dunklen Kreisen wiedertrifft. Als Fink in einer dunklen Kaschemme wieder einmal einen Spieltisch erblickt, zieht die dunkle Macht ihn erneut in seinen Bann, und er setzt sich zu den anderen Spielern. Der besiegt geglaubte Dämon scheint erneut über den Menschen Fink Oberhand zu gewinnen! Eine Stunde will er sich selbst geben, doch die verstreicht im nu, und Fink denkt gar nicht daran, mit dem Kartenspielen aufzuhören. Er verliert und verliert, und prompt meldet sich sein innerer Dämon, der Fink, der nunmehr kein eigenes Geld besitzt, dazu verleitet, das ihm von Herrn Paulmann anvertraute Anstaltsgeld auf dem Spieltisch einzusetzen. Derweil ist Herr Paulmann mit Schreibkram beschäftigt, als bei ihm Frau Fink eintrifft. Sie macht sich Sorgen um ihren Mann, der jetzt, spätabends, noch immer nicht heimgekehrt ist. Paulmann beruhigt sie, er glaubt auch weiterhin fest an den guten Kern Finks, den man nur herauskitzeln müsse. Zeitgleich verlässt Alex Fink die Spielhölle, pleite bis auf den letzten Penny!
Der Dämon in ihm reizt den erneut gefallenen Sünder dorthin zu gehen, wo er noch mehr Geld beschaffen kann, zu Paulmann! Der hat sich übermüdet auf den Divan schlafen gelegt, als eine dunkle Gestalt in sein Haus eindringt: Es ist Alex Fink. Der nähert sich seinem Wohltäter und nimmt diesem den Schlüssel zur Geldkassette ab, den Paulmann stets bei sich trägt. Fink öffnet die Kasse auf dem Schreibtisch und wird dort fündig. En passant liest Alex diejenigen Zeilen, die Paulmann zuletzt über ihn niedergeschrieben hatte: “Dass Alex Fink so ganz und gar gebessert wurde, ist mein Stolz! Der gute Mensch in ihm hat nur geschlummert — ich habe ihn erweckt.” Jetzt wird Alex endgültig klar, was er gerade im Begriff war zu tun. Er schämt sich bodenlos. Er stürzt auf den Schlafenden, schüttelt ihn wach und überreicht Paulmann seinen Revolver mit der Bitte, ihn, den Unwürdigen, wie einen tollwütigen Hund zu erschießen, da er nicht zu bessern sei. Gerade diese Handlungsweise aber überzeugt den Philanthropen, dass in seinem Schützling Fink doch eine Wandlung zum Besseren vorgegangen sein muss. “Jetzt erst sind Sie wirklich gebessert!” spricht Herr Paulmann mit gütiger Stimme zu Fink. In diesem Moment ist der innere Dämon in dem Menschen vor ihm endgültig besiegt worden.

## Produktionsnotizen
Dämon und Mensch entstand im Frühjahr 1915 im Greenbaum-Atelier in Berlin-Weißensee, passierte die Filmzensur im April 1915 und wurde im darauf folgenden Monat in Berlins Marmorhaus  erstmals gezeigt. Der Film besaß eine Länge von 1255 Meter, verteilt auf vier Akte.

## Kritik
Die Kinematographische Rundschau schrieb zu Rudolf Schildkraut: „In diesem Bilde ist dem Künstler eine Aufgabe zugeteilt, die dem Meister in der Darstellung menschlicher Schwächen und Empfindungen voll Gelegenheit gibt, alle Register eines echten und urwüchsigen Talents zu zeigen.“ Über dem Film selbst urteilte dieselbe Publikation zwei Monate später: „Als ein Filmwerk von starker dramatischer Kraft muß … „Dämon und Mensch“ verzeichnet werden. Weit den üblichen Rahmen kinematographischer Dramen übersteigend, vereinigt sich hier Dichtung und schauspielerische Leistung zu einem wahren Monumentalwerk kinematographischer Darstellungsmöglichkeit. Ein tief durchdachtes kriminal-psychologisches Problem findet in diesem Film, man könnte sagen, seine wissenschaftliche Lösung, die sich aus der Aneinanderreihung logischer Forderungen menschlichen Seelenlebens ergibt. Aus diesem Grunde verdient eigentlich das literarisch zu wertende Drama „Dämon und Mensch“ eine ganz besondere Beachtung und kann nicht mit dem Maße gemessen werden, das man an dramatische Filmbilder wohl anzulegen gewöhnt ist. Eine wirklich neue Spielart des Films ist hier geschaffen worden, ein Werk das neue ungeahnte Bahnen der Filmkunst eröffnet.“